# Morze Davisa
Morze Davisa – morze u wybrzeży Antarktydy, pomiędzy lodowcami szelfowymi Shackletona i Zachodnim. Sąsiaduje z innymi morzami Oceanu Południowego: Wspólnoty (Mackenzie) i Mawsona. Pokrywa lodowa występuje na nim przez cały rok. Na wybrzeżu znajduje się rosyjska stacja polarna Mirnyj.
Morze odkryte podczas australijskiej wyprawy antarktycznej (1911-1914) na statku Aurora.  Nazwa pochodzi od nazwiska odkrywcy, kapitana J. Davisa.